# Жанбайський сільський округ
Жанба́йський сільський округ (каз. Жанбай ауылдық округі, рос. Жанбайский сельский округ) — адміністративна одиниця у складі Ісатайського району Атирауської області Казахстану. Адміністративний центр та єдиний населений пункт — село Жанбай.
Населення — 3231 особа (2021; 3036 у 2009, 2560 у 1999, 2689 у 1989).
Станом на 1989 рік існувала Забурунська сільська рада (села Амангельди, Жанбай, Забуруньє, Манаш, Минтобе), з 1993 року село Жанбай утворило окремий Жанбайський сільський округ.